# Leeds (New York)
Pour les articles homonymes, voir Leeds (homonymie).

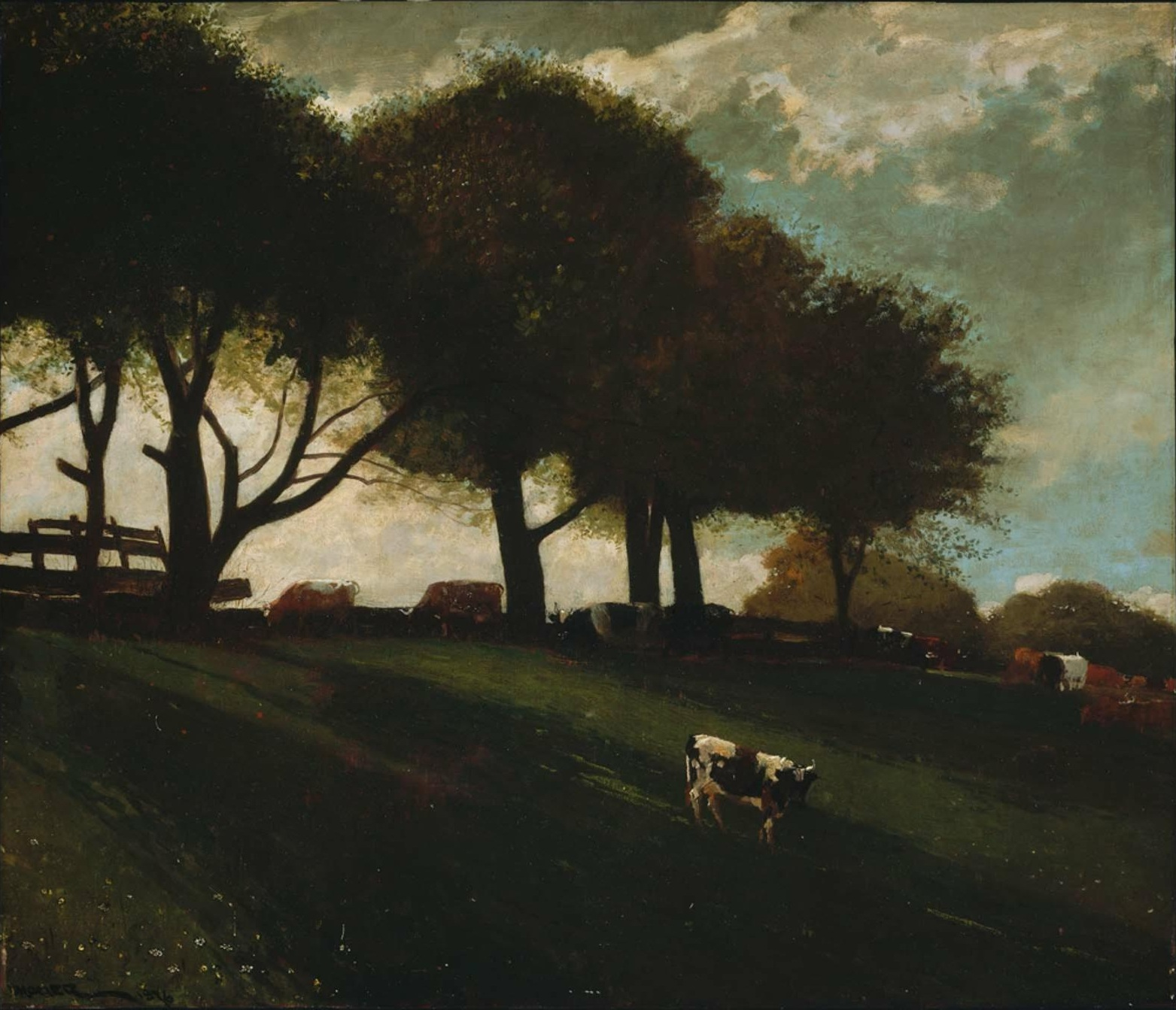
Crépuscule à Leeds, 1876
Winslow Homer
Musée des Beaux-Arts de Boston

Leeds est une census-designated place du comté de Greene, dans l'État de New York, aux États-Unis,. En 2020, elle compte une population de 429 habitants.